# Hans Gugelot

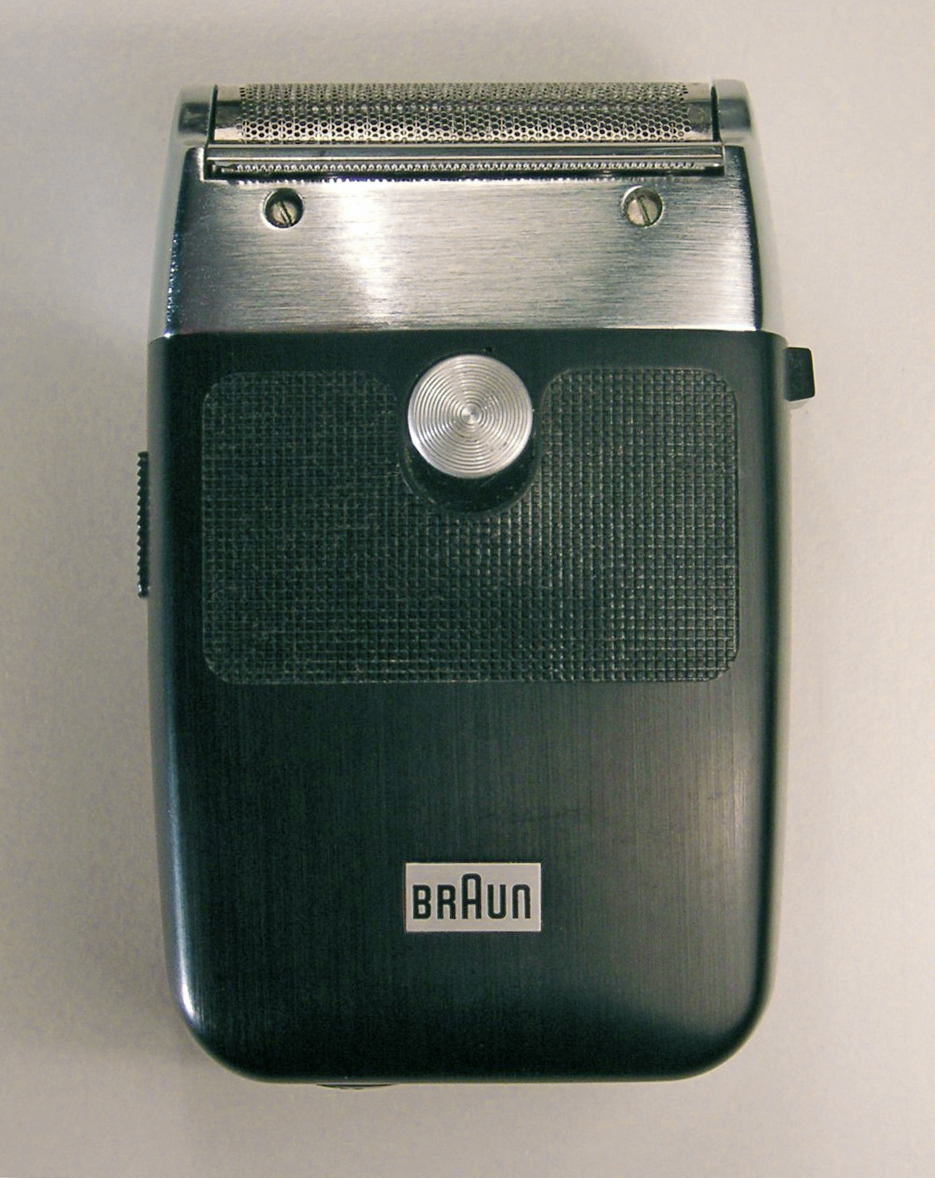
Brauns rakapparat Sixtant, 1962

Hans Gugelot, född 1920 i Makasar på Sulawesi; död 1965 i Ulm, var en nederländsk produktdesigner som blev mest känt för sina arbeten för den tyska hemelektronikfirman Braun AG.
Hans Gugelot studerade arkitektur i Lausanne och Zürich och praktiserade därefter på olika arkitekt- och designkontor. 1950 gjorde han sig självständigt. Från 1954 till sin tidiga död 1965 var han docent på Hochschule für Gestaltung i Ulm. För Kodak skapade han 1963 diaprojektorn Carousel S som finns i den ständiga samlingen på  Museum of Modern Art i New York. Till hans uppdragsgivare hörde bl.a. Agfa-Gevaert, Kruppkoncernen, Telefunken, BMW och BASF.
Mest känd är dock hans insats för hemelektronikfirman Braun AG, där han formgav rakapparaten Braun Sixtant (1962) och tillsammans med Dieter Rams och Wilhelm Wagenfeld radio/skivspelarekombinationen Braun SK 4 (1956). Hans Gugelot medverkade avgörande i att prägla Brauns helhetsbild som designorienterat företag i Västtysklands efterkrigstid. Han dog i 45-årsåldern av en hjärtinfarkt.
Gugelot är representerad vid bland annat Nationalmuseum, Victoria and Albert Museum Museum of Modern Art, Smithsonian Design Museum, Philadelphia Museum of Art, Museum Boijmans Van Beuningen och Vitra Design Museum.